# Velika nagrada Francije 1935
Velika nagrada Francije 1935 je neprvenstvena dirka Grandes Épreuves v sezoni 1935. Odvijala se je 23. junija 1935 na dirkališču Autodrome de Linas-Montlhéry.

## Poročilo

### Pred dirko
Organizatorji dirke so skušali preprečiti dominanco nemških moštev z dodatnimi tremi šikanami na stezi, ki so zmanjšale povprečno hitrost in močneje obremenjevale zavore. Dva od dirkalnikov Auto Union Typ B sta bila opremljena z 5,6 L motorjem. Dirkalnik Goffreda Zehenderja je bil s 783 kg pretežek, toda organizatorji so mu vseeno dovolili nastop. Tudi dirkalnik SEFAC Marcela Lehouxa je bil pretežek, toda zaradi počasnosti se ni odločil štartati. Tudi okoli edinega dirkača moštva Automobiles Ettore Bugatti, Roberta Benoista, je bilo nekaj kontroverznosti. Dirkalnik uporabljen na dirki se je pojavil šele na predvečer dirke ob polnoči in ni bil pregledan s strani komisarjev. 

### Dirka
Na štartu je povedel Tazio Nuvolari, ki so mu sledili Hans Stuck, Louis Chiron, Rudolf Caracciola, Manfred von Brauchitsch in Luigi Fagioli. V četrtem krogu je na Benoistovemu dirkalniku odpadel pokrov motorja in razkril velikanski 4,9L motor iz dirkalnika Bugatti T50. Po ocenah je dirkalnik tehtal preko 800 kg. Chiron je bil v dobri formi in je v četrtom krogu prehitel Stuck ter poskrbel za dvojno vodstvo Scuderie Ferrari. Toda tako Stuck kot Chiron sta odstoila že v sedmem oziroma osmem krogu. Dirka se je tako razvila v dvoboj Caracciole in Nuvolarija, dveh najboljši dirkačev predvojnega obdobja, prvi je bil očitno spet v svoji pravi formi kot pred nesrečo. Ostala Mercedesa Fagiolija in von Brauchitscha pa sta nekoliko zaostala. Moštvo Auto Uniona ni imelo sreče saj je po Stucku odstopil še Rosemeyer, Varzi pa je po več postankih za nove svečke dirkalnik predal mlademu Rosemeyerju.
Dvoboj za vodstvo se je nadaljeval, Nuvolari je kot edini znal res izkoristiti nove šikane. Toda Caracciola je z novim rekordom proge 5:29,1 prevzel vodstvo. Toda že krog pozneje mu je vrnil Nuvolari, ki je prehitel Nemca, rekord proge pa popravil na 5:29,1. Toda dvoboja je bilo že v štirinajstem krogu konec, saj je vodilni Italijan odstopil zaradi težav s prenosom, kot nekaj krogov pred tem Chiron. Kazalo je že, da je Mercedesu trojna zmaga že zagotovljena, toda tudi Caracciola je rahlo upočasnil zaradi manjših težav z dirkalnikom in vsi trije moštveni dirkači so zdaj vozili eden za drugim. Športni šef Alfred Neubauer je namreč ukazal naj dirkači njegovega moštva zadržijo položaje, toda tega se ni držal Fagioli, ki je vodilnega Nemca takoj napadel in prevzel vodstvo. Caracciola je kmalu Italijanu odgovoril in ga prehitel nazaj, dvoboj pa se je na zgražanje Neubauerja še nadaljeval dokler ni zašel Fagioli v težave z vžigom in zaostal. Caracciola in von Brauchitsch sta le še križarila do cilja, von Brauchitsch se je namreč držal Neubauerjevega ukaza in osvojil drugo mesto s polsekundnim zaostankom. Goffredo Zehender je uspel na koncu prehiteti Fagiolija in je osvojil tretje mesto z dvema krogoma zaostanka za prvima dvema. Rosemeyer je kot edini dirkač Auto Uniona končal dirko z neštetimi postanki na petem mestu s petimi krogi zaostanka.

## Rezultati

### Dirka
| Poz | Št | Dirkač                        | Moštvo                     | Dirkalnik          | Krogi | Čas/Odstop      | Št. m. |
| --- | -- | ----------------------------- | -------------------------- | ------------------ | ----- | --------------- | ------ |
| 1   | 2  | Rudolf Caracciola             | Daimler-Benz AG            | Mercedes-Benz W25B | 40    | 4:00:54,6       | 4      |
| 2   | 4  | Manfred von Brauchitsch       | Daimler-Benz AG            | Mercedes-Benz W25B | 40    | + 0,5 s         | 8      |
| 3   | 18 | Goffredo Zehender             | Scuderia Subalpina         | Maserati 6C-34     | 38    | +2 kroga        | 10     |
| 4   | 6  | Luigi Fagioli                 | Daimler-Benz AG            | Mercedes-Benz W25B | 37    | +3 krogi        | 7      |
| 5   | 8  | Achille Varzi Bernd Rosemeyer | Auto Union                 | Auto Union B       | 35    | +5 krogov       | 1      |
| 6   | 20 | Raymond Sommer                | Officine Alfieri Maserati  | Maserati 8CM       | 35    | +5 krogov       | 11     |
| Ods | 24 | Robert Benoist                | Automobiles Ettore Bugatti | Bugatti T59/T50    | 16    |                 | 9      |
| Ods | 14 | Tazio Nuvolari                | Scuderia Ferrari           | Alfa Romeo P3      | 14    | Prenos          | 2      |
| Ods | 12 | Bernd Rosemeyer               | Auto Union                 | Auto Union B       | 11    | Prenos          | 6      |
| Ods | 16 | Louis Chiron                  | Scuderia Ferrari           | Alfa Romeo P3      | 8     | Prenos          | 5      |
| Ods | 10 | Hans Stuck                    | Auto Union                 | Auto Union B       | 7     | Zavore          | 3      |
| DNS | 22 | Marcel Lehoux                 | SEFAC                      | SEFAC              |       |                 |        |
| DNS |    | Hermann zu Leiningen          | Auto Union                 | Auto Union B       |       | Rezervni dirkač |        |
| DNS |    | Philippe Étancelin            | Officine Alfieri Maserati  | Maserati 8CM       |       | Rezervni dirkač |        |
| DNS |    | Renato Dusio                  | Officine Alfieri Maserati  | Maserati 8CM       |       | Rezervni dirkač |        |